# قائمة معابد مصرية بالخارج

## القائمة
| الأثر        | صورة | موقعه في مصر | موقعه بالخارج    | تاريخ الخروج | ملاحظات |
| ------------ | ---- | --- | ---------------- | ------------ | --- |
| معبد طافا    |      | | هولندا           |              | [ 1 ] |
| معبد دندور   |      | | الولايات المتحدة |              | [ 2 ] |
| معبد الليسية |      | | إيطاليا          |              | [ 3 ] |
| معبد ديبود   |      | على بعد 15 كم جنوب مدينة أسوان بجنوب مصر بالقرب من الشلال الأول بالنيل في منطقة دابود على الضفة الغربية لبحيرة ناصر. | إسبانيا          | 1968         | أهدي إلى أسبانيا تقديراُ لجهودها ومساعداتها في إنقاذ والحفاظ على معبد أبو سمبل من الغرق بعد بناء السد العالي. |